# أكمية أرجوانية وردية
أكمية أرجوانية وردية (الاسم العلمي:Aechmea purpureorosea) هي نوع من النباتات تتبع جنس الأكمية من الفصيلة البروميلية.